# Buenaventura (Colombia)
Buenaventura es un distrito de Colombia, ubicado en el departamento del Valle del Cauca. El principal puerto marítimo de Colombia y es uno de los diez puertos más importantes de Hispanoamérica; se estima que Buenaventura mueve más del 53 % del comercio internacional del país. Es la tercera ciudad más poblada del departamento después de Cali y Palmira.
Se encuentra a orillas de la Bahía de Buenaventura en el océano Pacífico. Dista 114 km por carretera a Cali, la cual está separada de ella por la Cordillera Occidental de los Andes. Aparte de esto, es el único municipio del Valle del Cauca que cuenta con costas en el océano Pacífico.
Fue declarado por ley de la república Ley 1617 de 2013 como Distrito Especial, Industrial, Portuario, Biodiverso y Ecoturístico.

## División político-administrativa

### Cabecera municipal
El Distrito de Buenaventura está integrada por su cabecera municipal la constituyen dos zonas: una insular (Isla Cascajal) en la que se ha desarrollado la zona portuaria y una zona continental caracterizada por el uso residencial.
La ciudad se encuentra dividida en dos localidades: Localidad I 'Isla de Cascajal' y 'Localidad II 'El Pailón'. Cada una con sus respectivos barrios.

### Corregimientos
Buenaventura tiene bajo su jurisdicción varios centros poblados, que en conjunto con otras veredas, constituye los siguientes corregimientos:
| Corregimiento                  | Centros Poblados                                                                                         | Veredas |
| I - Bajo Calima                | - Bajo Calima - El Crucero - La Brea - Villa Estela                                                      | Kilómetro 11, Kilómetro 12, Bellavista (Carretera), El Guineo (Kilómetro 14). |
| II                             | - San Isidro                                                                                             | Las Brisas (Kilómetro 12), La Esperanza, Ceibito, La Paz (Kilómetro 27), Guayacán, La Aurora, Cola Barco, Trojitas, Guadual, San Joaquín (Kilómetro 8), Tatabro (Kilómetro 15), La 40, La Lucha. |
| III - Punta Magdalena          | - Juanchaco - La Barra - La Plata - Ladrilleros                                                          | Bocas del San Juan, Málaga, La Muerte, Cabezón, La Platica. |
| IV - Punta Bazan               | - La Bocana (Vista Hermosa) - Piangüita                                                                  | Piedra Piedra, Santa Delicia, Piangua, Bazán, Aguadulce, Arrieral, Bocas de Cangrejo, Punta Arena.                                                                                               |
| V                              | - La Contra - Papayal - Punta Soldado                                                                    | Bellavista, Cocalito, Santa Bárbara, Machetero, La Popa, Punteño, El Bajito, Amaine. |
| VI                             | - Cabecera Río San Juan                                                                                  | Cuquito, Dupar, Cuellar, Cabeceras Rio Dagua, Chachajo, Bocas de Calima, Malaguita, Puerto Pizarro.                                                                                              |
| VII                            | - Calle Larga - Campo Hermoso                                                                            | Alto Potedo, La Meseta, Colonia, Jaci, Pitirri, Limoncito, Posedo, Mondomito, Bajo Potedo, La Playita, Limonita, Limones, La Choma, Mondomo, El Paraíso.                                         |
| VIII - Carretera Simón Bolívar | - Aguaclara - Guaimia - Llano Bajo - San Marcos - Zacarías                                               | Zabaleta, Bogotá, Limones, Bartolo Tatabro Ladrilleros, Pueblo de la Cruz, Colonia San Pedro Alto.                                                                                               |
| IX - Rio Anchicaya             | - El Llano                                                                                               | Amazona, Taparal, La Herradura, Bartolo, Santa Bárbara, El Barcito, Machetajero. |
| X - Rio Raposo                 | - San Francisco Javier                                                                                   | El Tigre, Calle Honda, Leticia, Auca, Rio Raposo, Caracolí, Bocas de Tatauro, Anchicayá. |
| XI - Rio Cajambre              | - Papayal - Punta Bonita - Secadero - Umane                                                              | El Pital, Timbal, La Sierpe, Comba, Isla Pelada, Fray Juan Mayorquin, Marroquín, Santa Ana, Contra.                                                                                              |
| XII                            | - Barco - La Fragua                                                                                      | Silva, El Chorro, Guapicito, Santa Rosa, Punta de Luca, Las Rosas, Boca de Brazo, San Isidro Arango, San Planeta, Vicente Marroquín, Timba.                                                      |
| XIII - Rio Yurumanguí          | - El Barranco - El Encanto - Primavera - San Antonio de Yurumanguí - Veneral                             | La Isla, Isla del Venado, El Águila, San Jerónimo, San Miguel, Firme, Bonito, Papayo, El Firme, Rastrojo Largo, El Aguacate, Omoño.                                                              |
| XIV                            | - Juntas - San Antoñito Yurumanguí - San José                                                            | Santa Rita, El Morro, Nuevo San José. |
| XV - Puerto Merizalde          | - Aguamansa - El Cacao - Horizonte - La Vuelta - Puerto Merizalde - San José de Naya - San Pedro de Naya | Chamuscado, Santa Cruz, San Joaquincito, San Miguel, Alambique, Azucena, San Martin, El Ají, Isla Ají, Villa Lonna, Conchirito, San Fernando, El Triunfo, Pastico, El Trueno, Limones, Ajicito.  |
| XVI - San Francisco            | - Bartola - Sagrada Familia - San Antonio (Naya) - San Francisco de Naya                                 | Santa María, El Carmen, Betania, Chaviruz, Dotoza, Chabirat, Corrientes, Dos Quebradas, Vijugual, Marucha, El Pasto, Santa Catalina, El Queso, La Playa.                                         |
| XVII - La Concepción           | - Cascajita - Concepción - Guadualito - San Lorenzo                                                      | La Boca, Juan Núñez, Juan Santos, San Bartolo, California, El Venado, Nicolás Ramos Hidalgo, Redondito, Callanero, San Pablo, Puerto Naya, Mina, Solano, Saladito, Baudó, Marucha, Merejildo.    |
| XVIII                          | - Córdoba - San Cipriano - Zaragoza                                                                      | Santa Helena, La Esperanza, Bodegas (Kilómetro 34), Palito, Kilómetro 21, Kilómetro 32, El Cafetal, Citronela, La Sierpe, El Oso, Caserío I, Caserío II.                                         |
| XIX                            | - Bendiciones - Camino Viejo - Km 40 - El Salto - La Laguna - Triana                                     | La Delfina, Pueblo Nuevo, La Sipia, Planadas, El Cedro, Balsitos, Caserío III, Caserío IV, Caserío V, El Carmelo, La Víbora, Limones, Julio Villegas, Peñitos, Perito, Playa Larga, Sombrerillo  |

Sus principales centros poblados son: Puerto Merizalde, Bajo Calima, Ladrilleros, Juanchaco, La Bocana y Punta Soldado. Los diferentes asentamientos tiene diversos tamaños, los cuales se ubican dispersos al interior del bosque húmedo tropical con especial característica de estar ubicado a la rivera de los ríos, quebradas y en medio de las zonas costeras.

## Historia

### Fundación y colonia
Fue fundada por Juan Ladrillero en 1540. Inicialmente fue establecida como puerto fluvial o surgidero de barcos, a orillas del Río Anchicayá. La ciudad fue incendiada por los indígenas hacia fines del siglo XVI. Desde entonces la ciudad secular ha tenido una trayectoria de dificultades e incertidumbres que impidieron su consolidación definitiva, unas veces por ataques e incendios, otras por las condiciones naturales, etc.
Buenaventura fue puerto marítimo unos trescientos años después de su primer asentamiento fluvial. Este puerto marítimo, ahora si, fue en la isla del Cascajal, alrededor del año 1819 en adelante. Buenaventura como población, y como Puerto Marítimo en la Isla del Cascajal, inicia su vida jurídica a partir del 26 de julio de 1827 mediante decreto 389 sancionado por el general Francisco de Paula Santander Presidente de la República. Y ratificado mediante ordenanza número uno del 7 de marzo de 1927 celebrando el 26 de julio de 1927 el primer centenario  de la erección de Buenaventura a la categoría de ciudad

### SigloXIX
En 1833, el 18 de julio, el Coronel don Federico D’croz, prócer de la independencia nacional colocó en Buenaventura el primer riel para la construcción del ferrocarril que comunicaría al puerto con Cali.
En 1836, por decreto del miércoles 27 de marzo se invita a abrir un camino de Cali a Buenaventura, y por decreto de mayo 24 del mismo año, se concedió privilegio a la persona natural o jurídica para abrir tal camino.

### SigloXX
En 1916 se inició la construcción del Terminal Marítimo de Buenaventura.
En los años 20, el ingeniero  Pablo Emilio Páez, quien construyó el Palacio Nacional en Cali, fue comisionado para levantar la estructura neoclásica del Hotel Estación, en el sitio que todavía ocupa sobre la bahía de Buenaventura. El hotel fue inaugurado en 1925.
En 1926 se inició la construcción de la carretera Simón Bolívar, de Buenaventura a Cali, que sería inaugurada 20 años después por el presidente Alberto Lleras Camargo. Esta vía es la vieja carretera Simón Bolívar por la cual se transportó carga y pasajeros hasta cuando se construyó la carretera Cabal Pombo. En 1927 fue oficializado el uso del puente El Piñal  de Buenaventura. En 1928 El Cine Olimpia funcionó donde ahora está el Hotel Titanic, alinderado con el Gran Hotel de la Calle del Comercio.
En 1930, la primera Galería de Buenaventura fue en Pueblo Nuevo, en madera, en palafitos, rudimentaria. Después en 1974 la C.V.C. la transformaría en la José Hilario López. En 1930, Donde hoy es el Banco de Colombia, en la calle 1 o calle del Comercio, hubo una iglesia improvisada en guaduas, donde el Padre José Ramón Bejarano oficiaba, mientras se construía la Catedral actual.
En 1930, el ya inexistente Banco de Londres fue el pionero en establecerse en Buenaventura. El Banco de Colombia presta servicios desde 1932, y el Banco de la República desde 1934. 
En 1934 se construye el Palacio Nacional, en el gobierno de Enrique Olaya Herrera, el ministro de Obras Públicas Alfonso Araujo, delegó en los Ferrocarriles de Colombia la construcción del Palacio Nacional para Buenaventura. Este fue ejecutado por el ingeniero Rafael Borrero Vergara. El Palacio Nacional se le llama Palacio de Justicia desde el año 2000.
En 1938, fue inaugurada la Estación del Ferrocarril en la Administración del Presidente Alfonso López Pumarejo, en el sitio que hoy ocupan la Escuela Taller. Año en el que también comenzó a operar el primer periódico de la ciudad (Periódico El Puerto), semanario que aún ejerce como medio informativo de Buenaventura. 
En 1942, el Párroco doctor José Ramón Bejarano Caicedo, inaugura la Catedral de San Buenaventura, reconstruida mediante auxilio de 50 mil pesos de 1943. El jueves 27 de mayo, el parlamentario bonaverense Néstor Urbano Tenorio, hizo posible que Buenaventura tuviera su primer colegio: el Pascual de Andagoya, regentado al iniciar por el ilustre educador, don Pastor Díaz del Castillo.
En 1954, se funda la Parroquia de Nuestra Señora del Carmen en el Barrio Pueblo Nuevo, por Monseñor Gerardo Valencia Cano.
En 1973, el 27 de marzo de ese año, fue creado el deporte llamado Balón Pesado en la ciudad de Buenaventura, por el profesor de educación física (en ese tiempo) Roberto Lozano Batalla del Instituto Técnico Industrial Gerardo Valencia Cano. Por medio del Acuerdo Distrital n.º 5 el Concejo Distrital lo eleva al Deporte Distrital, con el fin de promover su práctica en las instituciones educativas.

## Geografía

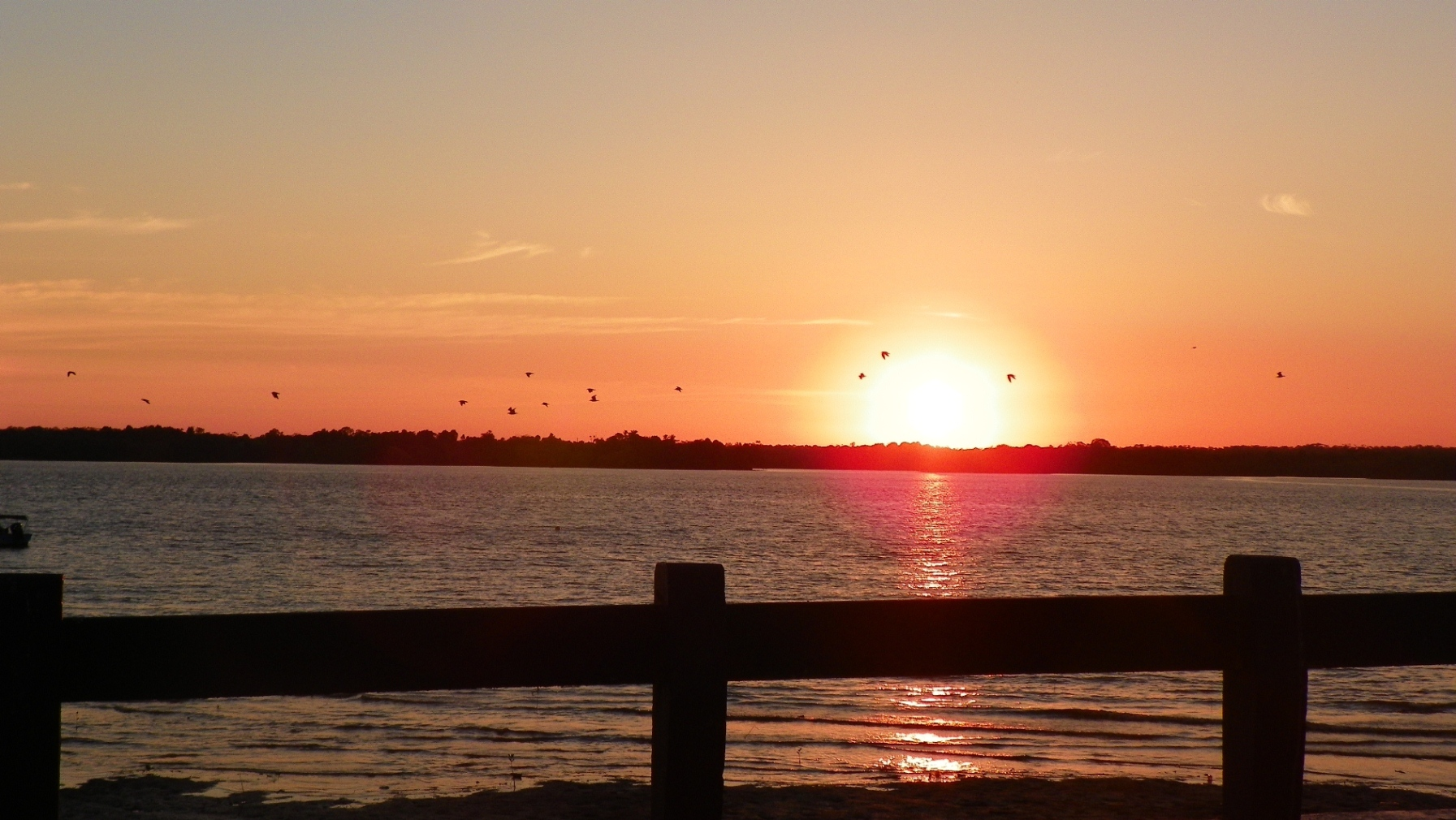
Puesta de sol en Buenaventura.

Hacia el sur, Buenaventura limita con terrenos cenagosos que se extienden hasta el municipio de López de Micay; por el norte, limita con los terrenos selváticos del departamento del Chocó. Es un paisaje de selva húmeda típico de la Costa Pacífica colombiana.

### Clima
El clima de Buenaventura, como en toda la costa Pacífica colombiana es tropical, extremadamente lluvioso, ya que es una de las regiones con más pluviosidad del mundo. En Buenaventura no hay estación seca, las lluvias son muy abundantes durante todo el año y el promedio anual excede los 6 metros.  Las temperaturas se mantienen estables a lo largo del año, superando los 25 °C de media, de modo que según la clasificación climática de Köppen se trata de un clima Af, ecuatorial.
| Parámetros climáticos promedio de Buenaventura (Aeropuerto Gerardo Tovar López), normales 1981-2010 | Parámetros climáticos promedio de Buenaventura (Aeropuerto Gerardo Tovar López), normales 1981-2010 | Parámetros climáticos promedio de Buenaventura (Aeropuerto Gerardo Tovar López), normales 1981-2010 | Parámetros climáticos promedio de Buenaventura (Aeropuerto Gerardo Tovar López), normales 1981-2010 | Parámetros climáticos promedio de Buenaventura (Aeropuerto Gerardo Tovar López), normales 1981-2010 | Parámetros climáticos promedio de Buenaventura (Aeropuerto Gerardo Tovar López), normales 1981-2010 | Parámetros climáticos promedio de Buenaventura (Aeropuerto Gerardo Tovar López), normales 1981-2010 | Parámetros climáticos promedio de Buenaventura (Aeropuerto Gerardo Tovar López), normales 1981-2010 | Parámetros climáticos promedio de Buenaventura (Aeropuerto Gerardo Tovar López), normales 1981-2010 | Parámetros climáticos promedio de Buenaventura (Aeropuerto Gerardo Tovar López), normales 1981-2010 | Parámetros climáticos promedio de Buenaventura (Aeropuerto Gerardo Tovar López), normales 1981-2010 | Parámetros climáticos promedio de Buenaventura (Aeropuerto Gerardo Tovar López), normales 1981-2010 | Parámetros climáticos promedio de Buenaventura (Aeropuerto Gerardo Tovar López), normales 1981-2010 | Parámetros climáticos promedio de Buenaventura (Aeropuerto Gerardo Tovar López), normales 1981-2010 |
| Mes                                                                                                 | Ene.                                                                                                | Feb.                                                                                                | Mar.                                                                                                | Abr.                                                                                                | May.                                                                                                | Jun.                                                                                                | Jul.                                                                                                | Ago.                                                                                                | Sep.                                                                                                | Oct.                                                                                                | Nov.                                                                                                | Dic.                                                                                                | Anual                                                                                               |
| --------------------------------------------------------------------------------------------------- | --------------------------------------------------------------------------------------------------- | --------------------------------------------------------------------------------------------------- | --------------------------------------------------------------------------------------------------- | --------------------------------------------------------------------------------------------------- | --------------------------------------------------------------------------------------------------- | --------------------------------------------------------------------------------------------------- | --------------------------------------------------------------------------------------------------- | --------------------------------------------------------------------------------------------------- | --------------------------------------------------------------------------------------------------- | --------------------------------------------------------------------------------------------------- | --------------------------------------------------------------------------------------------------- | --------------------------------------------------------------------------------------------------- | --------------------------------------------------------------------------------------------------- |
| Temp. máx. media (°C)                                                                               | 29.6                                                                                                | 30.6                                                                                                | 30.9                                                                                                | 31.1                                                                                                | 30.9                                                                                                | 30.4                                                                                                | 30.3                                                                                                | 30.4                                                                                                | 30.2                                                                                                | 30.0                                                                                                | 29.6                                                                                                | 29.6                                                                                                | 30.3                                                                                                |
| Temp. media (°C)                                                                                    | 25.8                                                                                                | 26.1                                                                                                | 26.4                                                                                                | 26.4                                                                                                | 26.3                                                                                                | 26.0                                                                                                | 25.9                                                                                                | 26.0                                                                                                | 25.9                                                                                                | 25.7                                                                                                | 25.6                                                                                                | 25.7                                                                                                | 26                                                                                                  |
| Temp. mín. media (°C)                                                                               | 22.9                                                                                                | 23.1                                                                                                | 23.1                                                                                                | 23.1                                                                                                | 22.9                                                                                                | 22.7                                                                                                | 22.7                                                                                                | 22.7                                                                                                | 22.7                                                                                                | 22.6                                                                                                | 22.7                                                                                                | 22.7                                                                                                | 22.8                                                                                                |
| Lluvias (mm)                                                                                        | 413.9                                                                                               | 290.9                                                                                               | 392.7                                                                                               | 530.2                                                                                               | 618.9                                                                                               | 533.3                                                                                               | 578.3                                                                                               | 666.2                                                                                               | 781.2                                                                                               | 807.3                                                                                               | 713.9                                                                                               | 571.4                                                                                               | 6898.2                                                                                              |
| Días de lluvias (≥ 1 mm)                                                                            | 22                                                                                                  | 18                                                                                                  | 21                                                                                                  | 23                                                                                                  | 25                                                                                                  | 26                                                                                                  | 26                                                                                                  | 26                                                                                                  | 26                                                                                                  | 26                                                                                                  | 24                                                                                                  | 23                                                                                                  | 286                                                                                                 |
| Horas de sol                                                                                        | 86.8                                                                                                | 87.5                                                                                                | 96.1                                                                                                | 105.0                                                                                               | 99.2                                                                                                | 99.0                                                                                                | 114.7                                                                                               | 124.0                                                                                               | 93.0                                                                                                | 99.2                                                                                                | 87.0                                                                                                | 86.8                                                                                                | 1178.3                                                                                              |
| Humedad relativa (%)                                                                                | 89                                                                                                  | 88                                                                                                  | 88                                                                                                  | 88                                                                                                  | 89                                                                                                  | 88                                                                                                  | 89                                                                                                  | 89                                                                                                  | 89                                                                                                  | 89                                                                                                  | 89                                                                                                  | 89                                                                                                  | 88.7                                                                                                |
| Fuente: Instituto de Hidrologia Meteorología y Estudios Ambientales                                 | | | | | | | | | | | | | |

## Transporte y acceso vial

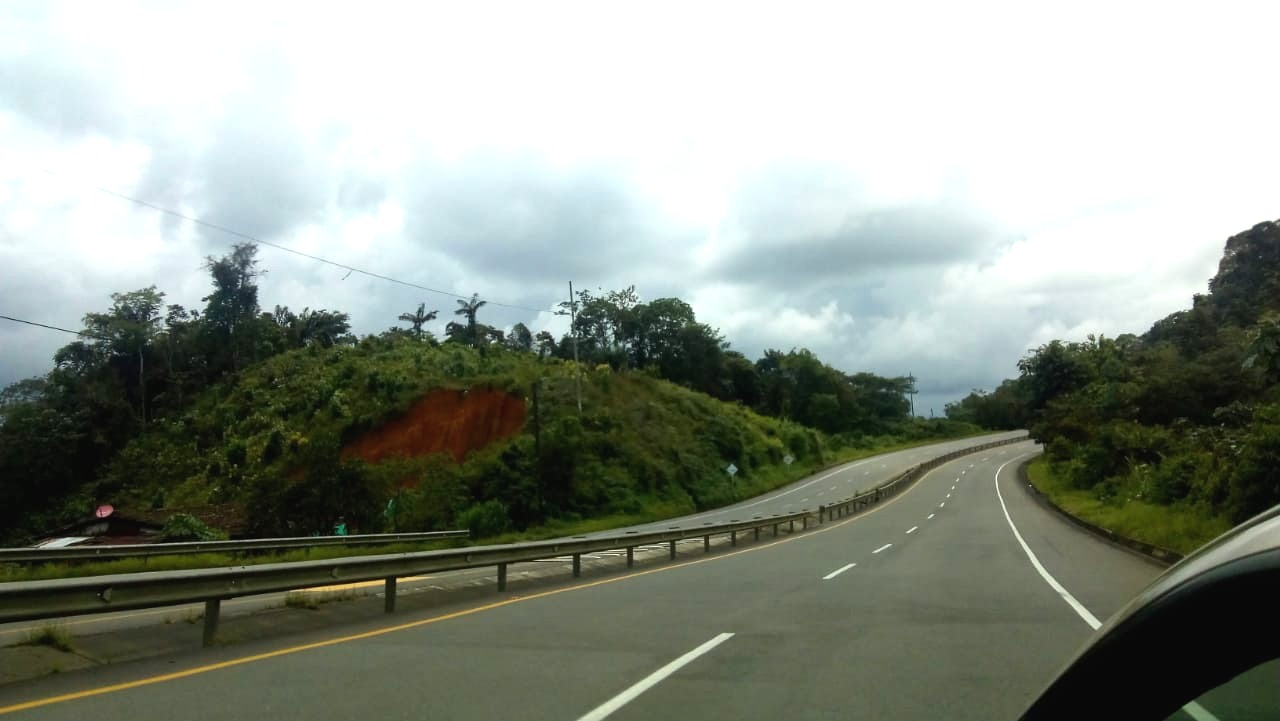
Autopista doble calzada hacia Buenaventura.

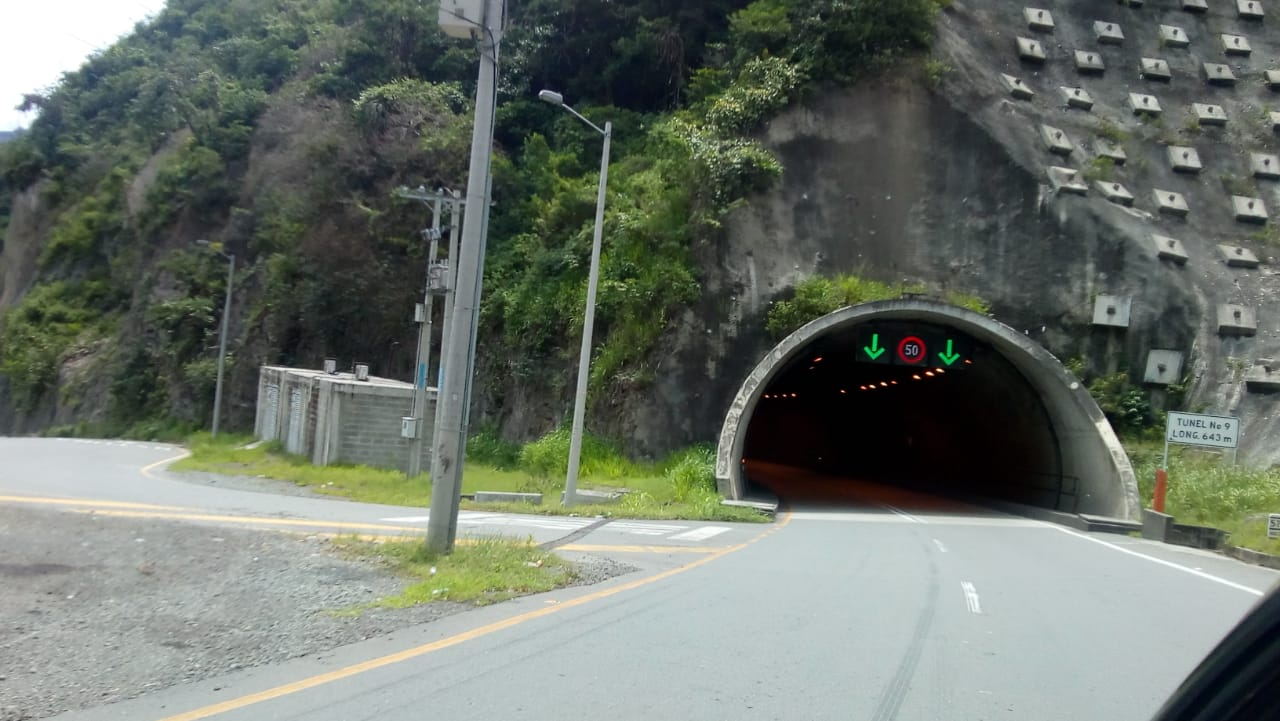
Túnel número 9 de la autopista doble calzada hacia Buenaventura.

Buenaventura se comunica por una autopista de doble calzada, esta carretera sale hacia el sector de Loboguerrero donde se bifurca para ir a Cali o a Buga. Al llegar a Buga se coge la doble calzada para salir hacia las ciudades de  Armenia, Medellín y Bogotá.
Esta ruta conocida como "La Vía al Mar" hace posible entrar en contacto con una variada geografía y un gran contraste de climas y paisajes. La primera parte del viaje lo llevará al Saladito y el km 18 de agradable clima (14 °C), fincas de recreo y numerosos paradores turísticos. Desde allí se empieza a descender hacia Buenaventura con un paisaje cada vez más tropical y exótico.
Cuenta también con el Aeropuerto Gerardo Tobar López, que conecta Buenaventura con vuelos directos de 1 hora 20 minutos a Bogotá vía Satena, así como a otras ciudades.

## Hidrografía

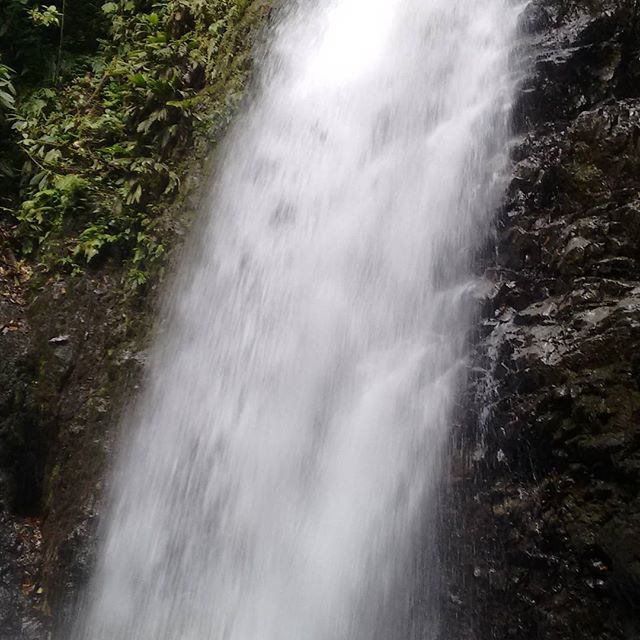
Cascada balneario Los Tubos, vía a Buenaventura.

La ciudad está rodeada por una inmensa cantidad de ríos, destacándose el Dagua, el Anchicayá, el Calima, el Raposo, el Mayorquín, el Cajambre, el Yurumanguí, parte del brazo derecho del río Naya y parte del brazo izquierdo del caudaloso río San Juan en su desembocadura. Además, posee una enorme cantidad de quebradas y ríos de menor tamaño, como Agua Clara, San Marcos, Sabaletas, San Cipriano y Escalerete, el cual abastece la cabecera municipal a través de un moderno acueducto.

## Demografía
Según el Departamento Administrativo Nacional de Estadística (DANE) a 2016, la ciudad posee 407.539 habitantes, con distribución de población 90,4% en el casco urbano y 9,6% rural. El 51,8% de sus habitantes son de sexo femenino y 48,2% del sexo masculino.
Mientras el puerto de Buenaventura muestra crecimiento desbordado, y a pesar de que el Estado colombiano recauda a través de la DIAN más de 5 billones de pesos colombianos por año (más de $1200 millones de dólares estadounidenses), la población de Buenaventura sufre una de las peores condiciones de pobreza de Colombia: 80% en condición de pobreza, y 41% del total en condición de miseria, % según el DANE. Adicionalmente, el 71% de la población solo tiene agua ocho horas al día. El 40% de los ciudadanos no tiene servicio de alcantarillado. El desempleo supera el 65%.
Se acusa que detrás de esto existen consideraciones racistas, considerando que casi el 90% de la población del puerto y la ciudad es de raza negra.
Por la estratégica ubicación que ofrece este puerto, Buenaventura ha sido víctima de las bandas criminales del narcotráfico, quienes buscan sacar su producción de cocaína al exterior, escondiéndola entre los contenedores de mercancía legal, buscando burlar de esta manera los controles aduaneros de la fuerza pública. La presencia de estas organizaciones criminales han convertido la ciudad en foco de inseguridad, enfrentándose entre sí por el control de la ruta ilegal de alcaloides desde el puerto municipal, además de las actividades propias de estas organizaciones como la extorsión y el sicariato.
A 2016 y con 61 homicidios, la tasa de homicidios de Buenaventura se ubicó en 15,94 por 100.000 habitantes por año, con una marcada diferencia entre hombres (30,77 por 100.000 habitantes por año) y mujeres (1,91 por 100.000 habitantes por año). También, a 2016 era el municipio colombiano con mayor número de casos de desaparición forzada, con 10 en el año.

### Composición étnica
De acuerdo al censo realizado en el 2018, su composición demográfica es la siguiente:
- Negro, mulato, afrodescendiente, afrocolombiano: 220.318 (85,25%)
- Sin identificación étnica (blancos y Mestizos): 29.825 (11,54%)
- Sin respuesta: 4.289 (1,66%)
- Indígenas: 3.919 (1,52%)
- Raizal: 48 (0,02%)
- Palenquero: 33 (0,01%)
- Gitano o ROM: 13 (0,01%)

## Economía

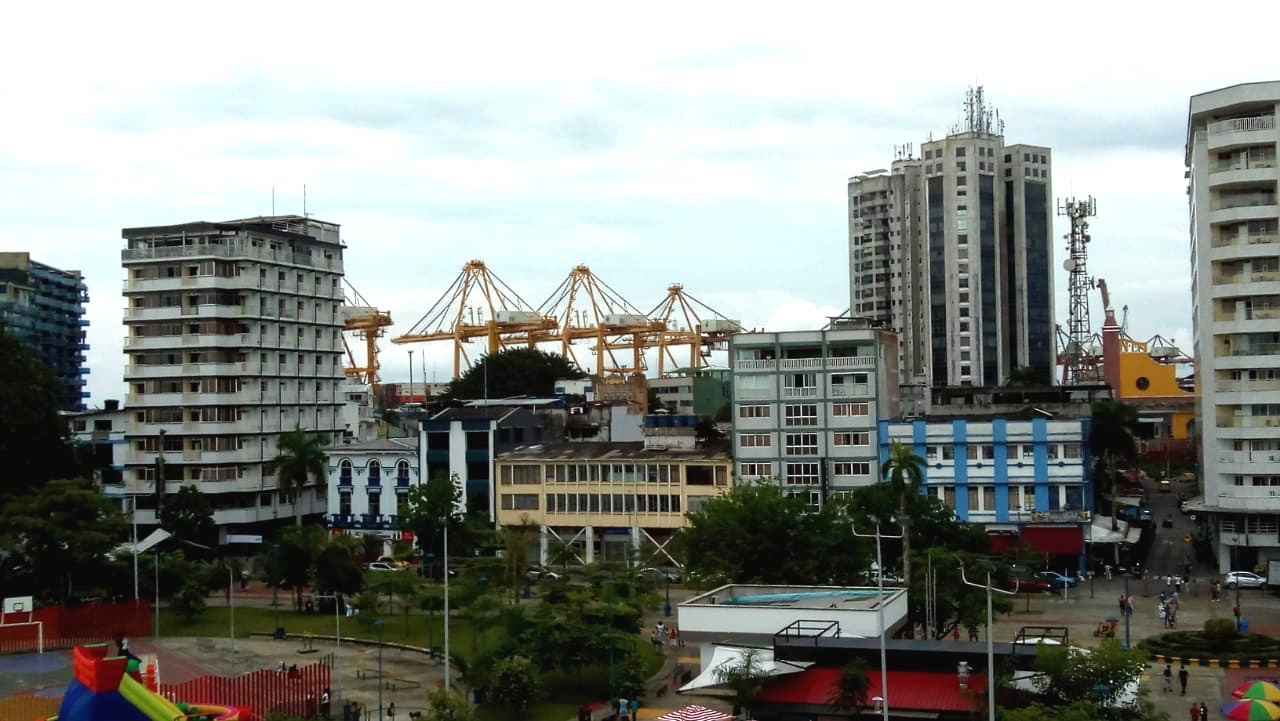
Centro de Buenaventura.

El Puerto de Buenaventura es, a 2017, el puerto más importante de Colombia con el 60% de la mercancía que entra y sale del país, y uno de los 10 principales puertos de América Latina. Buenaventura, por su importancia geoestratégica económica y sus complejidades de tipo social, ha sido propuesta como «Distrito Especial Portuario y Biodiverso» en la primera legislatura de 2007, en el Congreso Nacional de Colombia.

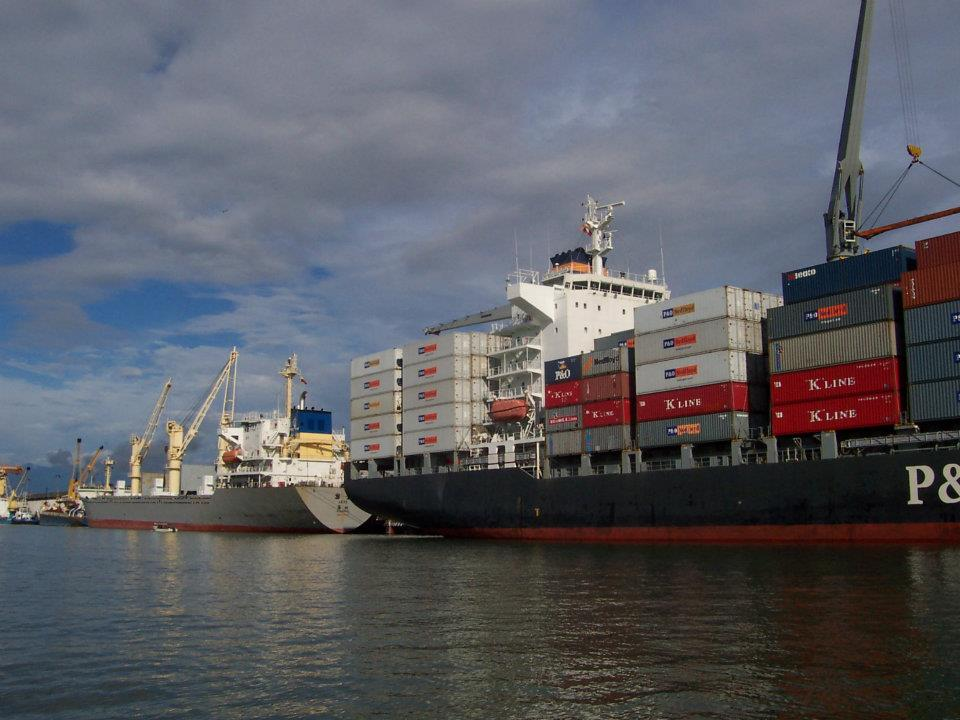
Puerto de Buenaventura.

En la actualidad, el Gobierno colombiano adelanta millonarias concesiones para modernizar el actual puerto y convertirlo en uno de los más modernos de Latinoamérica, que estará conectado con Bogotá y el centro del país por una superautopista de cuatro carriles, denominada Cruce de la Cordillera Central, la cual tendrá el túnel más largo del continente (Túnel de la Línea), más de 30 viaductos y 15 túneles de menor tamaño entre Buga y Buenaventura), lo que acortaría la distancia entre este puerto y la capital del país en ocho horas.

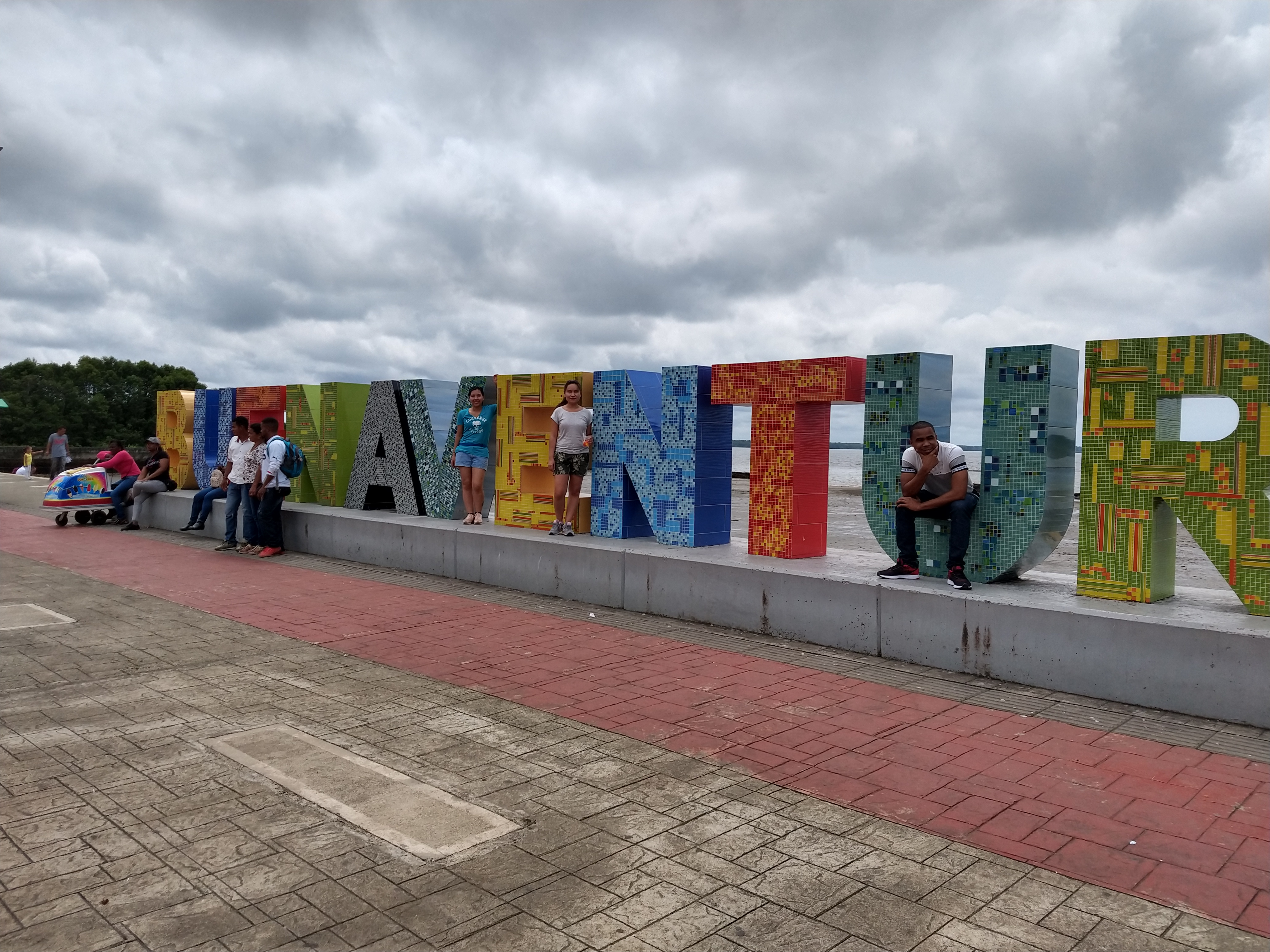
Letrero de Buenaventura con varios turistas, en el Malecón de Buenaventura.

Existen otras actividades económicas alternas a las actividades portuarias. Las más destacadas son la pesca y la extracción y procesamiento de la madera. La minería ocupa un lugar importante, sobre todo con la extracción del oro, aunque este se obtiene todavía de forma artesanal. El turismo es un importante generador de empleo e ingresos, pues cuenta con playas y ríos de excepcional belleza natural. tales como la Reserva Natural de San Cipriano, San Marcos, Sabaletas, Llanobajo, Aguaclara. Todos los anteriores afluentes de ríos de aguas cristalinas y a nivel marítimo La Bocana, La Barra, Juanchaco, Ladrilleros, Playa Chucheros, Pianguita, y dentro de la Bahía de Málaga se encuentran las cataratas de la Sierpe, uno de los espectáculos más hermosos del mundo-consistente en tres caídas de agua natural y cristalina de más de 30 metros desde un acantilado rodeado de espesa vegetación y que caen directamente al mar.

### Comercio

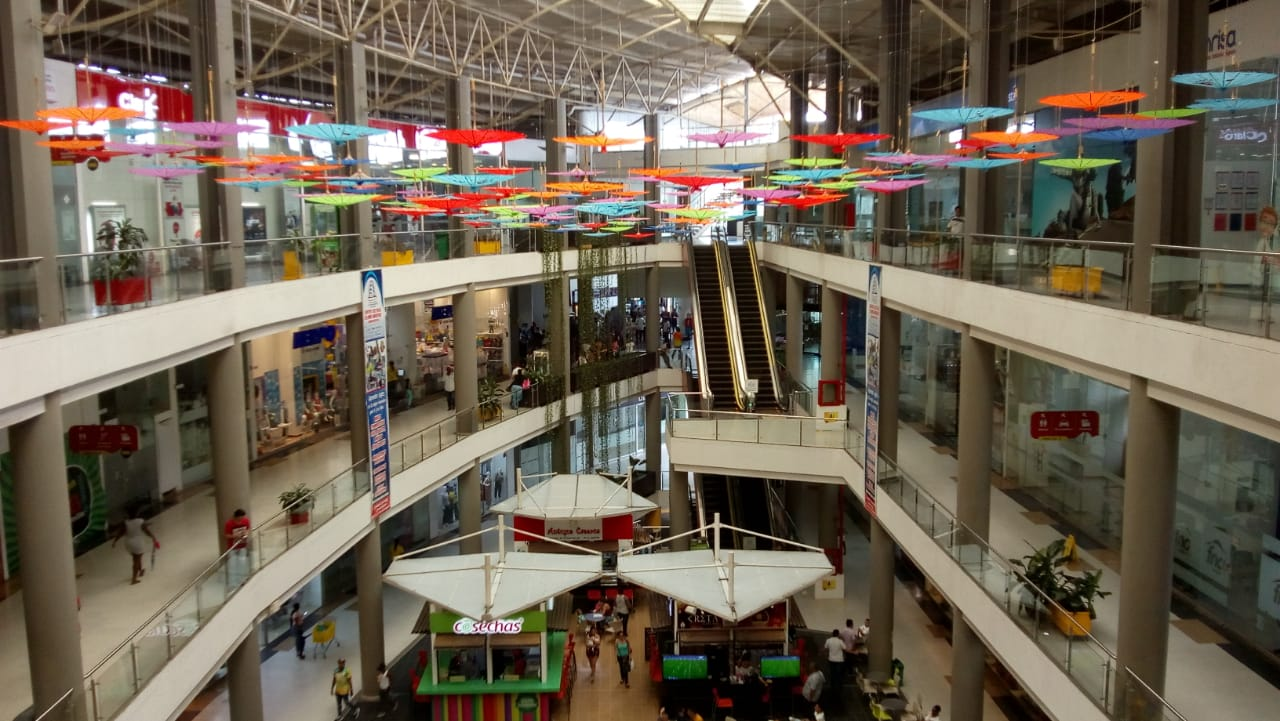
Centro Comercial Viva Buenaventura.

El comercio y la industria son muy activos, su riqueza mineral es apreciable, pero su explotación es incipiente a nivel de sus minas de oro, platino, carbón y grandes reservas petrolíferas, debido al gran impacto ambiental que generaría. Se destaca la explotación forestal, la pesca marina y pluvial y algunas plantaciones de palma africana de donde se extrae el palmito, cacao, chontaduro y borojó. Grandes plantaciones naturales de caucho, tagua y balata se encuentran en medio de sus selvas.
El comercio es muy activo; actualmente operan en la ciudad almacenes de cadena como Olímpica, Almacenes la 14 y Almacenes Éxito y así como el Centro Comercial Viva Buenaventura.  En la ciudad también operan importantes bancos, entidades financieras, restaurantes reconocidos, tiendas de ropa, calzado y diferentes entes comerciales, haciendo que Buenaventura esté a la altura de muchas capitales colombianas y convirtiéndose de esta manera en la ciudad más importante del Pacífico colombiano.

## Turismo

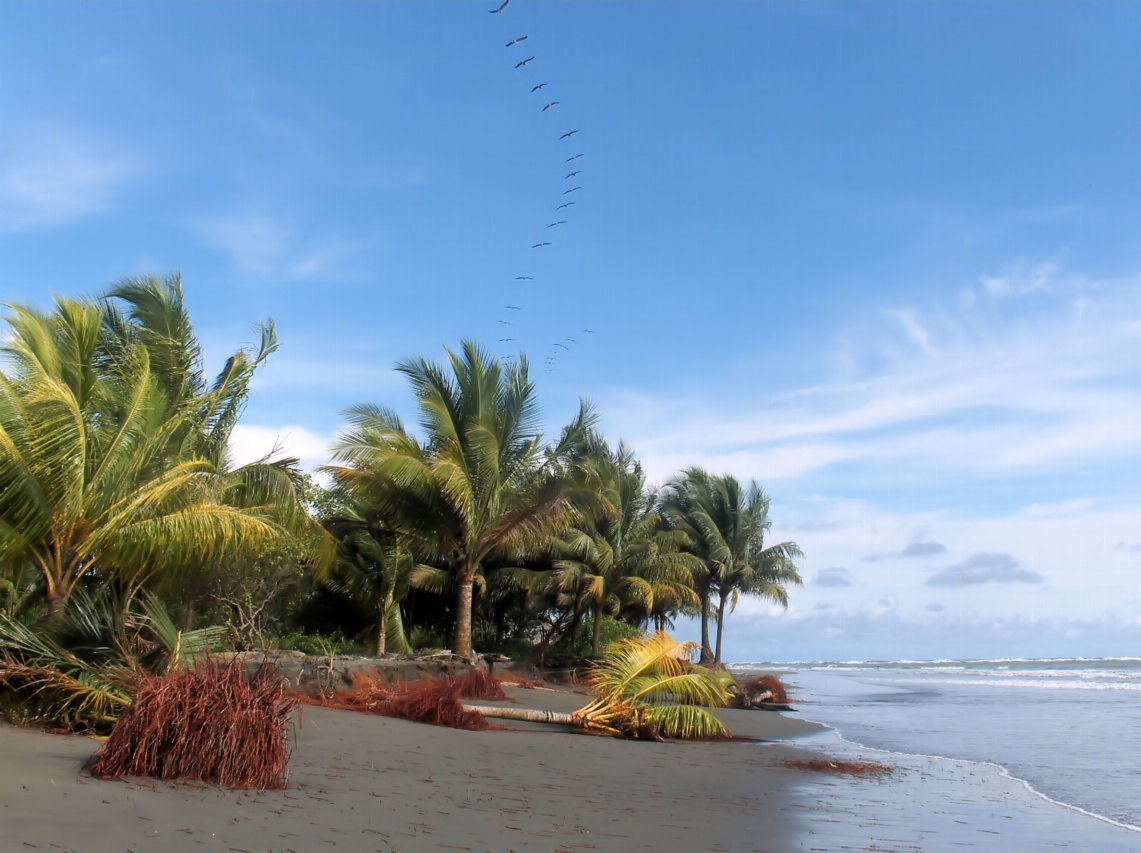
Playa de Ladrilleros, cerca a Buenaventura.

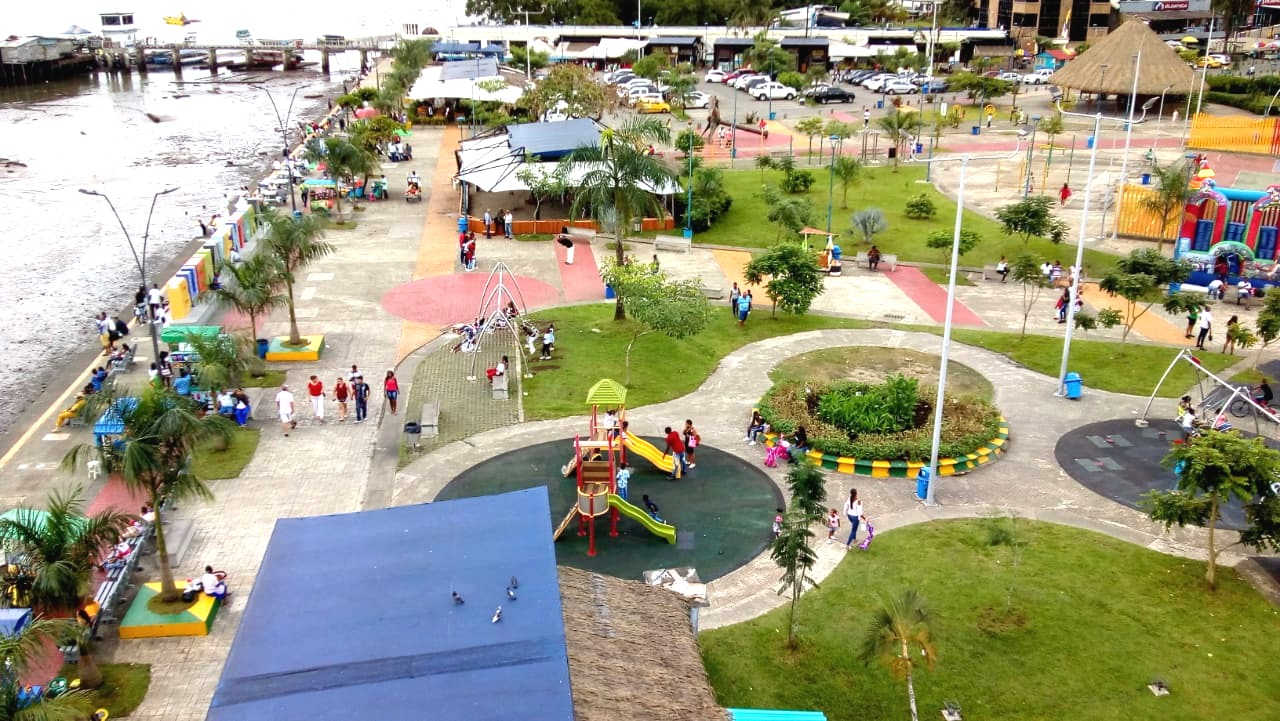
Malecón de Buenaventura.

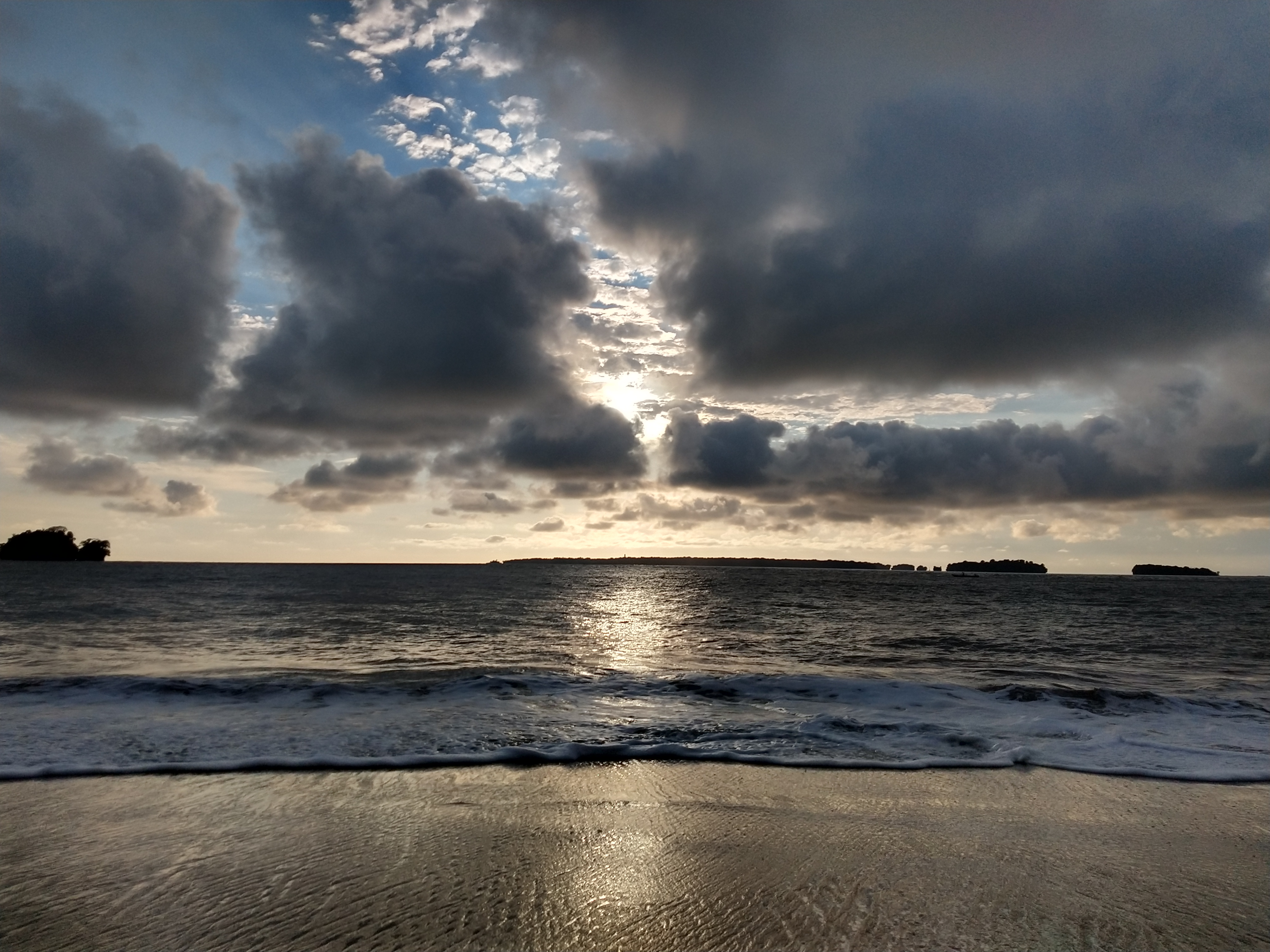
Playa San Juan de Dios.

### Atractivos turísticos
En Buenaventura hay diversos atractivos turísticos. Los más destacados son:
- Malecón de Buenaventura
- Bulevar del Centro
- Miradores Hacia el Mar
- Muelle Turístico Flotante
- Mural "Buenaventura 450 años al cosmos"
- Catedral de Buenaventura
- Palacio Nacional
- El Faro
- Parque Néstor Urbano Tenorio[16]
- Centro Cultural Buenaventura (Banco de la República)
- Escuela Taller de Buenaventura[17]
- Playas de Juanchaco y Ladrilleros: Localizados a la entrada de Bahía Málaga a una hora en lancha desde Buenaventura, ubicadas al sur del Pacífico colombiano, donde desembocan ríos caudalosos, hay pueblos de pescadores que en medio de una tupida selva de manglares viven y trabajan al ritmo cadencioso de la marimba y el tambor. Allí, entre Buenaventura y Bahía Málaga se encuentran inmensas playas de gran belleza, con buena infraestructura turística, como Ladrilleros y Juanchaco, con mucha cultura y tradición, las cuales son muy visitadas por turistas.

- Bahía Málaga y el Jardín Botánico La Manigua: situados dentro del área del parque nacional natural Uramba Bahía Málaga.

- Playas de La Barra: es la última playa después Pianguita, Juanchaco y Ladrilleros. Para llegar a esta hermosa playa hay que ir en lancha y después tomar transporte terrestre. Hay varios hostales cerca para hospedarse y senderos ecológicos para admirar la vegetación y la biodiversidad del lugar. también hay avistamiento de ballenas.

- Reserva Natural San Cipriano: en realidad el nombre es “Reserva Forestal Protectora de los Ríos Escalarete y San Cipriano”, la reserva tiene una extensión de 8564 hectáreas y para llegar a ellas hay que llegar a Córdoba que queda 20 km antes de Buenaventura y de Córdoba, a la reserva son 20 minutos en brujitas (estos son carritos de Balineras que operan en las vías férrea) o en carromotor, en la reserva encontramos charcas profundas y aguas transparentes, chorreras, gran diversidad de fauna y flora, platos típicos de la región, frutas y licores representativos de esta y lo más importante gente amable y respetuosa.

- Playa de La Bocana: es una poblado litoral que esta antes de llegar a Ladrilleros, sus playas son hermosas, es un buen sector de pesca, tiene mucha cultura, su gente es amable y sus platos típicos son deliciosos. También hay confortables cabañas y senderos ecológicos que muestran su gran biodiversidad.

- Playa de Piangüita: cerca de Buenaventura se encuentra este poblado litoral, donde el mar se une al cielo en atardeceres de ensueño, se encuentra el Ecoparque Temático Iguanas Verdes, se constituye en un esfuerzo comunitario para reactivar el turismo, según Rigoberto Gómez, creador del lugar. El Ecoparque, que comprende cuatro hectáreas, es parte del hábitat de la comunidad negra de Bazán, “que diseñó senderos ecológicos para enseñarle al turista su forma de vida, su fauna y flora, y cómo se ha venido constituyendo su cultura”. También posee hermosas playas lo que atrae a muchos turistas.

### Hoteles y casas rurales

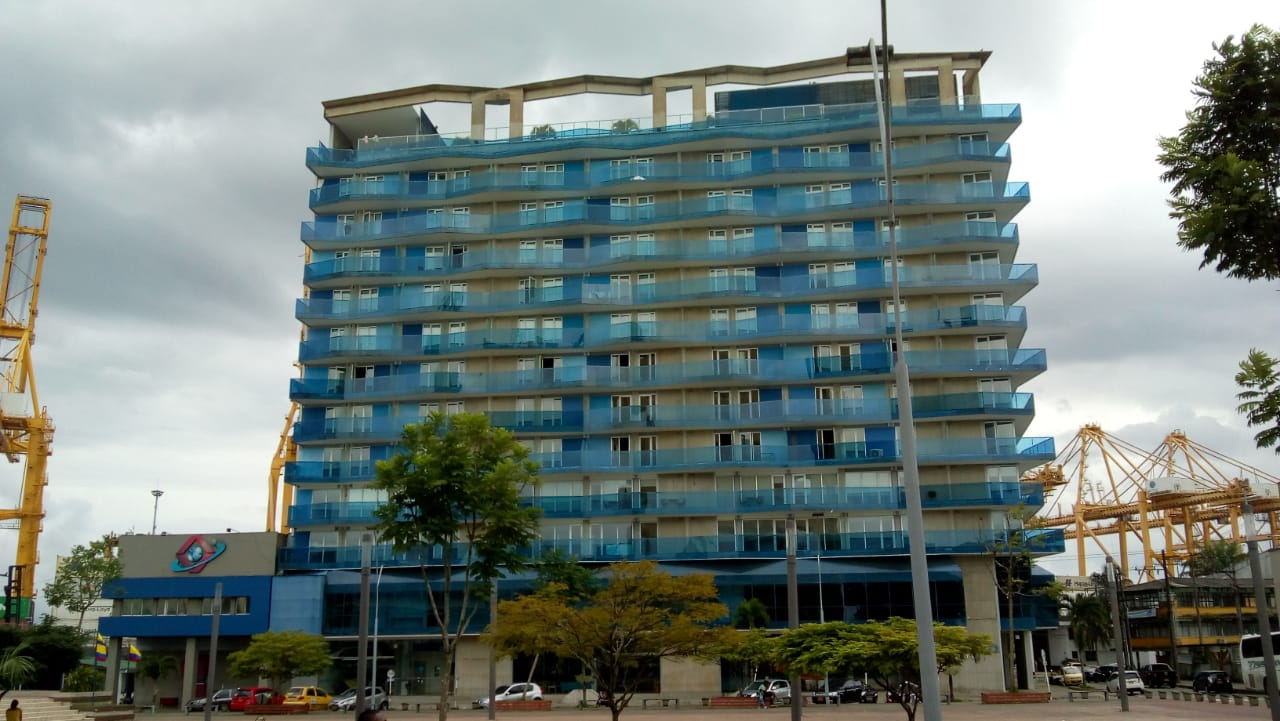
Hotel Cosmos Pacífico.

Buenaventura cuenta con varios hoteles dentro de su zona urbana, así como en las playas ubicadas en la zona rural. Siendo el centro de la ciudad la zona hotelera, turística y empresarial de la ciudad, en esta cuenta con una oferta hotelera variada y una alta percepción de seguridad. 

## Educación

### Educación superior
La ciudad cuenta con algunas instituciones universitarias de carácter público y privado. Entre las más importantes están:
Oficiales
- Universidad del Valle (Univalle). La Universidad del Valle es la principal institución académica del sur-occidente de Colombia de alta calidad y tercera con mayor población estudiantil en el país. Su campus principal es la Ciudad Universitaria Melendez en la ciudad de Cali,  así mismo cuenta con otras sedes en Cartago, Caicedonia, Norte del Cauca, Buenaventura, Palmira, Tuluá, Yumbo y Zarzal. En todas sus sedes cuenta con más de 30 000 estudiantes (2007) de los cuales casi 25 000 son de pregrado y 5000 de postgrado.[18] La sede de la Universidad del Valle en la ciudad de Buenaventura, se encuentra en la Avenida Simón Bolívar kilómetro 9 contiguo al Colegio ITI - GVC.

- Universidad del Pacífico. La Universidad del Pacífico con sede en la ciudad de Buenaventura, es una Institución Universitaria Pública de Educación Superior. Actualmente tiene ocho programas académicos; Ingeniería de Sistemas, Arquitectura, Sociología, Agronomía, Tecnología en Acuicultura, Tecnología en construcciones civiles, Tecnología en gestión hotelera y turística y administración de negocios internacionales. La sede administrativa está ubicada en la Avenida Simón Bolívar # 54A-10 en Buenaventura. También posee sedes en Guapi y Tumaco.

- Universidad del Quindío. Esta universidad ofrece un centro de atención tutorial en el Colegio Seminario San Buenaventura y cuenta con cuatro carreras a distancia. Administración de Negocios a Distancia, Administración Financiera, Seguridad y Salud en el Trabajo y Tecnología En Obras Civiles.

- Servicio Nacional de Aprendizaje (SENA)

- Escuela Superior de Administración Pública (ESAP). Es una entidad pública de carácter universitario orientada a la formación profesional de ciudadanos en los conocimientos, valores y competencias del saber administrativo público. Desde 1958 ha contribuido al desarrollo de la sociedad y el Estado mediante el fortalecimiento de la capacidad de gestión de las entidades públicas, a través de nuestros programas de formación en pregrado, posgrado y nuestras funciones de docencia, investigación y proyección social. Cuenta con autonomía académica, administrativa y financiera, lo que permite ofrecerte calidad, experiencia, excelencia y liderazgo en dieciséis Sedes Territoriales a lo largo y ancho de la nación. En Buenaventura se cuenta con el Centro Territorial de Administración Pública (CETAP) dentro de la Territorial Valle del Cauca.

Privadas
- Universidad Antonio Nariño
- Corporación Universitaria Minuto de Dios
- Corporación Unificada Nacional
- Corporación Universitaria Libertador Simón Bolívar[19]

## Gastronomía
| Bebidas | Entradas | Platos | Postres |
| --- | --- | --- | --- |
| - Jugo de Borojó - Viche (licor de caña elaborado de forma artesanal) - Arrechón - Jugo de Chontaduro - Guarapo de Caña | - Ceviche de Camarón/Langostinos - Empanadas de Mariscos (Pescado, Camarón, Piangua, Calamar Blanco) - Crema de Jaiba | - Arroz con Coco - Arroz con Mariscos - Arroz Verde - Cazuela de Mariscos - Cazuela de Conchas - Camarones al Ajillo - Encocado de Jaiba - Encocado de Camarones - Sudado de Camarones - Mariscos Apanados - Pescado Frito - Tapado de Pescado (Pargo Rojo, Nato) - Sudado Triple (Piangua, Camarón, Toyo) | - Cocadas - Chancacas - Torta de Chontaduro - Torta de Yuca - Arroz con Leche de Coco - Dulce de Yuca - Dulce de Naidi |

## Estructura organizacional distrital
| Buenaventura    | Buenaventura | Buenaventura               |
| Departamento    | Código DANE  | Categoría municipal (2023) |
| --------------- | ------------ | -------------------------- |
| Valle del Cauca | 76109        | Segunda                    |

- Personería: Es un centro del Ministerio Público de Colombia que ejerce, vigila y hace control sobre la gestión de las alcaldías y entes descentralizados; velan por la promoción y protección de los derechos humanos; vigilan el debido proceso, la conservación del medio ambiente, el patrimonio público y la prestación eficiente de los servicios públicos, garantizando a la ciudadanía la defensa de sus derechos e intereses

.
- Concejo Distrital: Es la suprema autoridad política del distrito. En materia administrativa sus atribuciones son de carácter normativo. También le corresponde vigilar y hacer control político a la administración distrital. Se regulan por los reglamentos internos de la corporación en el marco de la Constitución Política Colombiana (artículo 313) y las leyes, en especial la Ley 136 de 1994 y la Ley 1551 de 2012.

Constituido por 19 concejales por un periodo de 4 años.
- Alcaldía Mayor: En esta se encuentra la administración distrital y las entidades descentralizadas del municipio.

El Alcalde se pronuncia mediante decretos y se desempeña como representante legal, judicial y extrajudicial del municipio. El actual Alcalde Mayor es Ligia del Carmen Córdoba Martínez (2024-2027), elegido por voto popular.
- JAL.Cada una de las subdivisiones que tiene Buenaventura, llamadas Localidades, tiene un alcalde local nombrado por el alcalde mayor, por terna enviada por la Junta Administradora Local, y bajo la supervisión de este, quienes se encargan de coordinar la acción administrativa del gobierno distrital en cada localidad.

## Servicios públicos
- Energía Eléctrica: Celsia, es la empresa prestadora del servicio de energía eléctrica.[20]
- Gas Natural: Gases de Occidente es la empresa distribuidora y comercializadora de gas natural en el municipio.